# Nyctemera simplicior
Nyctemera simplicior là một loài bướm đêm thuộc phân họ Arctiinae, họ Erebidae.